# Hilifarono
Hilifarono is een bestuurslaag in het regentschap Nias Selatan van de provincie Noord-Sumatra, Indonesië. Hilifarono telt 889 inwoners (volkstelling 2010).

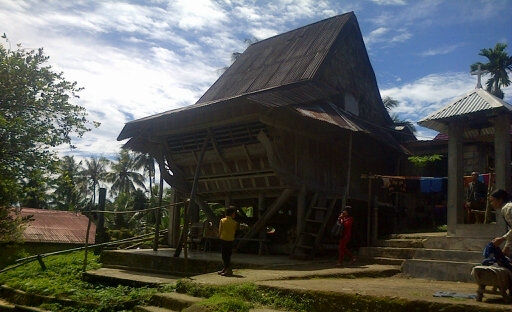